# Galaxen
Galaxen var ett underhållningsprogram i SR P3, som sändes under perioden 9 juni 1980–6 juni 1984. Programledare var Jacob Dahlin.
Signatur till programmet var en ommixad version av introt till Donna Summers låt "On the Radio".

## Historia
Gunnar "Kulan" Kugelberg och Bo "Skogis" Skoglund var de legendariska ljudteknikerna som drog up reglarna på onsdagar 23:05 då gick inte Svenska folket och lade sig.